# Abel Balbo
Abel Eduardo Balbo (Empalme Villa Constitución, 1966. június 1. –) argentin válogatott labdarúgó.
| Előző Amedeo Carboni | AS Roma Csapatkapitány 1997–1998 | Következő Francesco Totti |